# کولین سرو
کولین سرو (فرانسوی: Coline Serreau‎؛ زادهٔ ۲۹ اکتبر ۱۹۴۷) هنرپیشه، فیلم‌نامه‌نویس و کارگردان اهل فرانسه است.
از فیلم‌ها یا برنامه‌های تلویزیونی که وی در آن نقش داشته‌است می‌توان به سه مرد و یک نوزاد اشاره کرد.
وی همچنین برندهٔ جوایزی همچون لژیون دونور (شوالیه) شده‌است.